# جيرهارد تي. بوخهولتس
جيرهارد تي. بوخهولتس (بالألمانية: Gerhard T. Buchholz)‏ (و. 1898 – 1970 م) هو كاتب سيناريو، ومنتج أفلام، ومخرج أفلام، وكاتب ألماني، ولد في سيليزيا، توفي في برلين، عن عمر يناهز 72 عاماً.

## وصلات خارجية
- جيرهارد تي. بوخهولتس على موقع IMDb (الإنجليزية)
- جيرهارد تي. بوخهولتس على موقع ألو سيني (الفرنسية)
- جيرهارد تي. بوخهولتس على موقع أول موفي (الإنجليزية)
- جيرهارد تي. بوخهولتس على موقع قاعدة بيانات الفيلم (الإنجليزية)
- جيرهارد تي. بوخهولتس على موقع كينوبويسك (الروسية)